# Polkelly Castle
Polkelly Castle, auch Pokelly Castle, ist eine abgegangene Niederungsburg in der Nähe des Dorfes Fenwick, nördlich von Kilmarnock in der schottischen Council Area East Ayrshire. Es gibt Aufzeichnungen über die Burg unter den Namen Powkelly (um 1747), Pockelly (um 1775), Pow-Kaillie, Ponekell, Polnekel, Pollockelly, Pokellie, Pathelly Ha und Polkelly. Um 1564, als das Anwesen in den Händen der Cunningshams of Cunninghamhead war, tauchte der Name Powkellie auf.

## Geschichte

### Die Ländereien von Polkelly
Es gibt Beweise dafür, dass sich die Ländereien von Polkelly bis zu den 1390er-Jahren in den Händen der Comyns befunden haben. Das Gelände war für die Lairds von Rowallan wichtig, da es ungehinderten Zugang zu den großen und wichtigen Weiden von Macharnock Moor (heute Glenouther Moor) ermöglichte.
Laut einer Bestätigungs-Charta von 1512 bestand das Baronat Polkelly aus Darclavoch, Clonherb, Clunch mit seiner Mühle, Le Gre, Drumboy, den Ländereien von Balgray mit ihrem Turm, ihrer Festung, ihrem Herrenhaus und ihrer Mühle, sowie dem Gemeindeland von Mauchirnock (heute Glenouther). Im Lainshaw Register of Sasines ist verzeichnet, dass Laigh und High Clunch Teil der Ländereien und des Baronats von „Pollockellie“ oder „Pokellie“ gewesen seien.
Dobie berichtete, dass den Mures „Pow-Kaillie“ gehörte, das sich über 2400 Acres (960 Hektar) ausdehnte, von denen 2/3 fruchtbar waren.
Die Ursprünge der Ländereien von Polkelly und Rowallan als Einheit könnten bis zur britischen Periode des Königreiches Strathclyde, was an bestimmten Anomalitäten und Zufällen an den Grenzen dieser Ländereien zu sehen ist.

### Die Burg
Polkelly wurde zum zweiten Machtzentrum im Baronat Rowallan. Es verlor an Bedeutung, als Balgray 1512 der Hauptort des Baronats Polkelly wurde. Die Burg lag in der Nähe des Balgray Mill Burn. Die Überreste Burg wurden in den 1850er-Jahren entfernt und zum Bau einer Straße verwendet, sodass nur noch ein Mound mit einer Grundfläche von 23 Metern × 16 Metern übrigblieb.

### Lairds
Ein Gulielmus (William) de Lambristoune war Zeuge einer Charta, mit der um 1280 die Ländereien von „Pokellie“ (Polkelly) von Sir Gilchrist More an einen Ronald Mure übertragen wurden. In der Regierungszeit von König Alexander III. (1241–1286) besaß Sir Gilchrist Mure Polkelly und musste dort Schutz suchen, bis der König Sir Walter Cuming unterwerfen konnte. Um des lieben Friedens willen und zu seiner Sicherheit verheiratete Sir Gilchrist seine Tochter an Sir Walter.
1399 besaß Sir Adam Mure die Burg und nach seinem Tod fiel sie an seinen zweiten Sohn, wogegen der erste Rowallan Castle erhielt. Die Ländereien von Limflare und Lowdoune Hill waren im Erbe enthalten. Burg und Baronat von Polkelly besaß hauptsächlich die mittelalterliche Familie Mure, aber Robert Mure verstarb 1511 und hinterließ seine Tochter Margaret, Lady Polkelly, als Alleinerbin. Margaret heiratete im März 1512 Robert Cunningham of Cunninghamhead. Die Sterne der Mures wurden somit dem Wappen der Cunninghams hinzugefügt. Nach 50 oder 60 Jahren verkaufte die Familie Polkelly Castle an Thomas Cochran aus Kilmarnock und 1699 fiel es an dessen Bruder William. David, der 1. Earl of Glasgow, erwarb das Anwesen dann und in den 1870er-Jahren gehörte es James Carr-Boyle, 5. Earl of Glasgow. In den 1860er-Jahren wurden die Ruinen als „das starke Haus von Polkelly“ beschrieben und die Überreste lagen am Hang nördlich von Muiryet.
Ende des 15. Jahrhunderts war ein Mure von Polkelly als königlicher Verwalter verzeichnet, der königliche Mieten im Osten des mittleren Schottland einhob.

### Lollarden
Helen Chalmers, Schwester von Margaret Chalmers von Cessnock, wurde der Prozess als Unterstützerin der Lollarden gemacht, die religiöse Reformen in Ayrshire vorantrieben. Helen war die Gattin von Robert Mure von Pokellie (Polkelly).

## Moor of Machirnock (Glenouther)

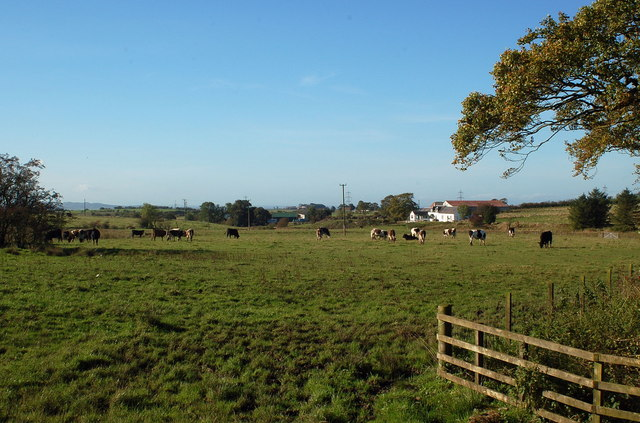
Balgray Mill, Bauernhof und ehemaliger Standort von Pokelly Hall in der Ferne

Über Weiderechte und andere Rechte an dem sehr großen und wertvollen Gemeindegrund nördlich von Polkelly, „Machirnock“ oder „Maucharnock“ genannt (heute „Glenouther“), kamen zwischen den Cunninghams und den Mures Spannungen auf. In einem königlichen Brief aus dem Jahre 1534 wird festgestellt, dass die Cunninghams keine Rechte an dem Moor hätten, und festgelegt, dass das „Souming“ zwischen Polkelly Castle und Rowallan Castle aufgeteilt. Unter „Souming“ verstand man die Anzahl oder der Anteil an Vieh, die jeder Pächter auf dem Gemeindegrund grasen lassen durfte. 1594 beschwerte sich William Mure aus Rowallan Castle über die exzessive Menge an Vieh und Gänsen, die der Herr von Polkelly Castle auf dem Moor grasen ließ, obwohl er am 20. Mai 1593 eine Warnung durch „Lawburrows“ erhalten hatte. „Lawburrows“ war ein Brief im Namen des Monarchen und unter seinem Siegel, der anzeigte, dass eine bestimmte Person befürchtete, von einer anderen Person Schaden zu erleiden und dass daher dieser andere sich aus „einem ausreichenden Grund und mit ausreichender Sicherheit“ beschwerte, damit der Beschwerdeführer seinerseits vor allfälligen Übergriffen geschützt sei.
Man denkt, dass diese Spannungen sich nicht früher entwickelten, weil vorher Polkelly Castle einschließlich der Rechte an dem Moor an die jüngeren Söhne der Mures anlässlich ihrer Heirat vergeben wurde.

## Kartenquellen
Blaeus Landkarte, die nach Timothy Ponts Vermessung Anfang des 17. Jahrhunderts entstanden ist weist einen Turm ohne irgendwelche Wälder aus. Armstrongs Landkarte von 1775 zeigt zwei Gebäude, die als „Pockelly“ bezeichnet werden, aber keines davon ist als Burg oder Landhaus dargestellt. Pokelly Hall ist erstmals auf Thomsons Landkarte von 1832 dargestellt. Dann zeigt die Ordnance-Survey-Karte von 1890 „Pokelly Castle“ in einer Einfriedung nahe dem Balgray Mill Burn und an einem Straßensystem, das mit Gardrum Mill, Gainford, Crofthead und Fenwick verbunden ist. Der Name „Pathelly Hall“ wird in alten Quellen manchmal für die Polkelly Hall verwendet.
Cleuche liegt im Baronat „Powkellie“ und erscheint jetzt als „Clunch“ in den Ordnance-Survey-Karten. Dareloch, einst als „Darclavoch“ aufgezeichnet, könnte von „Dir-clach“ (dt.: steiniges Land) abgeleitet sein. Drumboy hieß einst „Drumbuy“ und gehörte vorher zum Baronat Strathannan in Lanarkshire.

## Küche des Königs
Ein altes strohgedecktes Bauernhaus am oberen Ende von Stewarton an der B769 nach Glasgow hatte den Namen „King’s Kitchenhead“, wurde aber später „Braehead“ genannt. Man erzählt sich die Geschichte eines Königs, möglicherweise Jakob V., der auf seinem Weg zu einem Gerichtstag in diesem Bauernhaus zu Gast war, nachdem er Fenwick Moor durchquert hatte. Die Bauersfrau flehte, nachdem sie ihren Gast erkannt hatte, den König um das Leben ihres Gatten an, der einer von denen war, über die er zu Gericht sitzen sollte. Die anderen wurden gehängt, aber der König entließ den Gatten der Bauersfrau mit der Ermahnung, „ein besseres Kind zu sein“. Eine weitere Version dieser Legende fügt das Detail hinzu, dass 18 Männer im Gefängnis von Polkelly Castle waren und der König hinzufügte, dass, wenn dieser Mann je wieder bei einer Straftat erwischt würde, alle alten Frauen der Christenheit zusammen nicht imstande wären, ihn von der Schlinge des Henkers zu retten. Der Galgenhügel von Polkelly war lange gut zu erkennen, da er mit einer einzelnen Kiefer markiert war.